# Погостский сельсовет (Березинский район)
Погостский сельсовет (бел. Паго́сцкі сельсавет) — административная единица на территории Березинского района Минской области Республики Беларусь. Административный центр — агрогородок Погост.

## География
Расположен на расстоянии 10 км на северо-восток от г. Березино на автодороге Минск—Могилёв, и 113 км от г. Минска.
Граничит с Капланецким, Дмитровичским, Березинским сельсоветами Березинского района, Мощаницким  сельсоветом Белыничского района Могилёвской области, Колбчанским сельсоветом Кличевского района Могилёвской области.

## История
Образован 20 августа 1924 года в составе Березинского района Борисовского округа БССР. С 9 июня 1927 года в составе Минского округа. После упразднения окружной системы 26 июля 1930 года в Березинском районе БССР. После введения областного раздела 20 февраля 1938 года в Березинском районе Могилёвской области, с 20 сентября 1944 года — Минской области. С 25 декабря 1962 года сельсовет в составе Червенского района, с 6 января 1965 года — в составе восстановленного Березинского района. 
21 декабря 2007 года к сельсовету присоединена территория упразднённого Высокогорского сельсовета (13 населенных пунктов: деревни Ольшанец, Барсуки, Высокая Гора, Глинище, Девяница, Замосточье, Корма, Меденка, Старые Гумны, Столпы, Тыльковка, Харчичи и Еловка). 
28 мая 2013 года в состав Дмитровичского сельсовета переданы 16 населенных пунктов (деревни Ольшанец, Барсуки, Высокая Гора, Вешевка, Глинище, Девяница, Журовка, Замосточье, Корма, Меденка, Селище, Старые Гумны, Столпы, Тыльковка, Харчичи и Еловка). К Погостскому сельсовету присоединена территория упраздненного Маческого сельсовета (28 населенных пунктов: агрогородок Любушаны, деревни Бабинка, Боровица, Быковичи, Березовка, Волы, Гужик, Дашница, Дубровка, Дулебы, Журовок, Забродье, Задорье, Козлов Берег, Калиновка, Карбовское, Лосевка, Маческ, Нестеровка, Новые Приборки, Подосово, Пчелинск, Рубеж, Старые Приборки, Вьюновка, Хутор, Тересино и Ягодка), также в состав сельсовета из Березинского сельсовета переданы 3 населенных пункта (агрогородок Лешница, деревни Новоселки и Слобода).
В состав сельсовета вошло 45 деревень.

## Состав
Погостский сельсовет включает 45 населённых пунктов:
- Бабинка — деревня.
- Берёзовка — деревня.
- Берёзовка-1 — деревня.
- Боровица — деревня.
- Быковичи — деревня.
- Василевщина — агрогородок.
- Верхлёвка — деревня.
- Волы — деревня.
- Вьюновка — деревня.
- Вязье — деревня.
- Горуни — деревня.
- Гатец — деревня.
- Гужик — деревня.
- Дашница — деревня.
- Дубровка — деревня.
- Дулебы — деревня.
- Журовок — деревня.
- Забродье — деревня.
- Задорье — деревня.
- Задубровье — деревня.
- Карбовское — деревня.
- Калиновка — деревня.
- Козлов Берег — деревня.
- Клубча — деревня.
- Кукорево — деревня.
- Лешница — агрогородок.
- Лиситник — деревня.
- Лосевка — деревня.
- Любушаны — агрогородок.
- Маческ — деревня.
- Милостово — деревня.
- Нестеровка — деревня.
- Новоселки — деревня.
- Новые Приборки — деревня.
- Погост — агрогородок.
- Подосово — деревня.
- Пчелинск — деревня.
- Рубеж — деревня.
- Слобода — деревня.
- Старые Приборки — деревня.
- Стайченка — деревня.
- Тересино — деревня.
- Хватовка — деревня.
- Хутор — деревня.
- Ягодка — деревня.